# ماموتو اندیایه
ماموتو اندیایه (انگلیسی: Mamoutou N'Diaye؛ زادهٔ ۱۵ مارس ۱۹۹۰) بازیکن فوتبال اهل مالی است.
از باشگاه‌هایی که در آن بازی کرده است می‌توان به باشگاه فوتبال خنت، باشگاه فوتبال رویال آنتورپ، باشگاه فوتبال زولته وارخم، باشگاه فوتبال دینامو بخارست، و باشگاه فوتبال احد اشاره کرد.
وی همچنین در تیم ملی فوتبال مالی بازی کرده است.